# Jiřina Salaquardová
Jiřina Salaquardová (* 9. července 1955, Brno) je česká básnířka, novinářka a autorka knih pro děti. Vzhledem k počátkům své tvorby bývá řazena k tzv. „generaci osamělých běžců“.

## Životopis
Narodila se jako Jiřina Kalabisová v Brně, dětství však strávila v Náměšti nad Oslavou. Žila zde v domě uprostřed lesní obory. V roce 1973 odmaturovala na Gymnáziu v Třebíči. Vystudovala Filosofickou fakultu Masarykovy univerzity, obor bohemistika a muzikologie, a v roce 1980 získala titul PhDr.
Na poli jazykovědy se zaměřila na současný český jazyk. Pořádala množství seminářů k tomuto tématu pro různé instituce, např. pro magistráty v Brně, Praze a Olomouci. Také spolupracovala s několika nakladatelstvími jako korektorka textů.
Své fejetony a novinové články publikovala v Lidových novinách, Právu, Literárních novinách, v literárním časopisu Host či v internetovém deníku Britské listy. Působila také v České televizi jako scenáristka několika pořadů pro děti a rodinu a jako učitelka na základní škole v Jihlavě.
Má dceru a adoptivního syna. Momentálně pracuje na katedře mediálních studií a žurnalistiky Masarykovy univerzity v Brně. Do oblastí jejího vědeckého zájmu patří tištěná média, český jazyk, stylistika, rétorika, verbální a neverbální komunikace a tvůrčí psaní.
Má velkou oblibu v motýlech.

## Literární dílo
- Seznam děl v Souborném katalogu ČR, jejichž autorem nebo tématem je Jiřina Salaquardová

Jiřina Salaquardová nastoupila svou literární dráhu v polovině 80. let jako básnířka, v období generace osamělých běžců, v době, která přála ženské poezii. Nicméně od 90. let již žádnou sbírku nepublikovala a svou sporou tvorbu zaměřila na oblast dětské literatury.

### Poezie
- Já, Kryštof Kolumbus (1985)
- Snídaně na Titaniku (1987)

### Knihy pro děti
- Pohádky ze stříbrných hor (1996)
- Letěl motýl z buku (2005) je sbírka říkadel pro nejmenší

### Próza
- S kloboukem na nepřítele (2005) je sborníkem krátkých próz spjatých především s autorčinou pedagogickou praxí

### Překlady
- László Nagy: Hajduci (2002)

### Scénáře
- Život bez škatulky (2008)